# Eryphanis buboculus
Eryphanis buboculus är en fjärilsart som beskrevs av Butler 1872. Eryphanis buboculus ingår i släktet Eryphanis och familjen praktfjärilar. Inga underarter finns listade i Catalogue of Life.